# Hrabstwo Evans

Piramida wieku hrabstwa

Hrabstwo Evans (ang. Evans County) – hrabstwo w stanie Georgia w Stanach Zjednoczonych. Jego siedzibą administracyjną jest Claxton.

## Geografia
Według spisu z 2000 roku obszar całkowity hrabstwa obejmuje powierzchnię 186,88 mil2 (484,02 km²), z czego 184,92 mil2 (478,94 km²) stanowią lądy, a 1,96 mil2 (5,08 km²) stanowią wody. 

### Miejscowości
- Bellville
- Claxton
- Daisy
- Hagan

### Sąsiednie hrabstwa
- Hrabstwo Candler (północny zachód)
- Hrabstwo Bulloch (północny wschód)
- Hrabstwo Bryan (wschód)
- hrabstwo Liberty (południowy wschód)
- Hrabstwo Tattnall (południowy zachód)

## Demografia
Według spisu z 2020 roku liczy 10 774 mieszkańców, co oznacza spadek o 2% w porównaniu z poprzednim spisem z roku 2010. Według danych pięcioletnich z 2021 roku 64,1% to biali (55,1% nie licząc Latynosów), 31,6% czarnoskórzy lub Afroamerykanie, 1,9% miało rasę mieszaną, 1,3% Azjaci, 0,7% rdzenna ludność Ameryki i 0,4% pochodziło z wysp Pacyfiku. Latynosi stanowili 12,5% populacji hrabstwa.

## Polityka
Hrabstwo jest przeważająco republikańskie, gdzie w wyborach prezydenckich w 2020 roku, 68% głosów otrzymał Donald Trump i 31,2% przypadło dla Joe Bidena.

## Religia
W 2020 roku, 4,6% deklaruje członkostwo w Kościele katolickim. 